# آن‌ها منتظرند
آن‌ها منتظرند (انگلیسی: They Wait) فیلمی در ژانر ترسناک به کارگردانی ارنی بارباراش است که در سال ۲۰۰۷ منتشر شد. از بازیگران آن می‌توان به جایمی کینگ و مایکل بین اشاره کرد.

## داستان
زوج متاهل سارا (جیمی کینگ) و جیسون (چن) و پسرش سمی (اوئی) برای تشییع جنازه عمو ریموند (فو) به ونکوور می روند. در طول این مدت، سامی شروع به دیدن ارواح می کند و به شدت بیمار می شود، بیماری او همزمان با جشنواره چینی ماه ارواح است. پس از اینکه طب سنتی غرب نتوانست به سامی کمک کند، سارا به یک داروساز مرموز مراجعه می کند و به او می گوید که پسرش توسط یک جسد زنده در چنگال مرگ است. سارا اکنون باید قبل از آخرین روز ماه شبح، آنچه را که ارواح می خواهند پیدا کند، در غیر این صورت سامی برای همیشه گم خواهد شد.